# 자동 검침
자동 검침(Automatic meter reading, AMR)은 수도 미터 또는 에너지 측정 장치(가스, 전기)로부터 소비량, 진단 및 상태 데이터를 자동으로 수집하여 그 데이터를 중앙 데이터베이스에 전송하여 과금, 트러블 슈팅 및 분석을 하는 기술이다. 이 기술을 통해, 전력회사는 주로 각 물리적인 장소로 정기적으로 이동해 미터를 읽어내는데 쓰이는 손실을 줄일 수 있다. 또 다른 장점은 과금이 과거 또는 예측된 소비에 기반한 추정이 아니라 거의 실시간 소비에 기반할 수 있다는 점이다. 이 시기적절한 정보와 분석을 조합하는 것으로 전력회사와 고객 모두가 전력, 가스 사용량 또는 물 소비량의 사용과 생산을 보다 적절히 제어할 수 있게 된다.

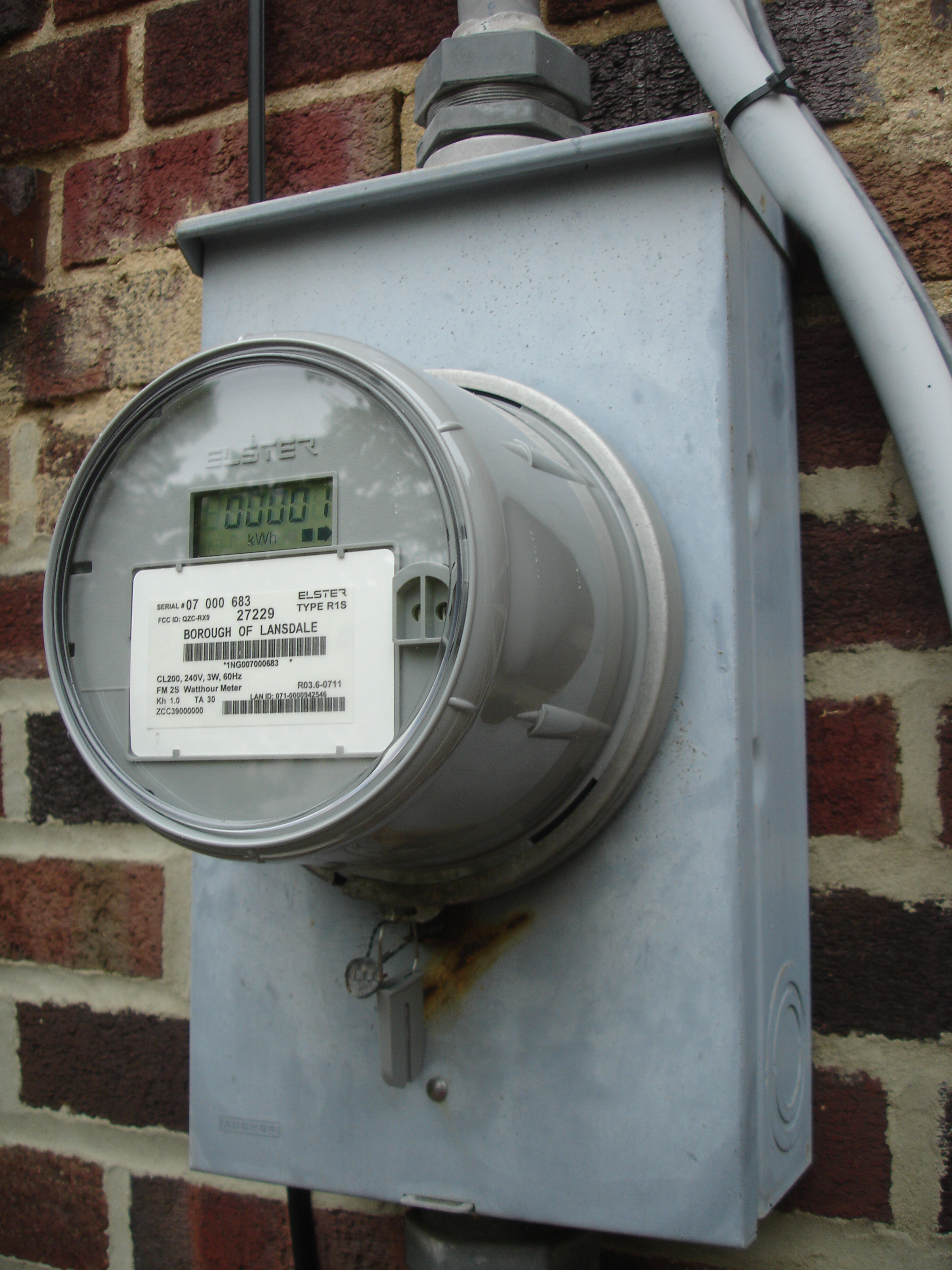
1상 디지털 스마트 계량기로 개조된 오래된 미국 주거용 전기 계량기 기지. 미터는 900MHz 메시 네트워크 토폴로지를 사용하여 수집 지점과 통신한다.

AMR 기술에는 전화 플랫폼(유선 및 무선), 무선 주파수(RF) 또는 전력선 전송을 기반으로 하는 핸드헬드, 모바일 및 네트워크 기술이 포함된다.

## 기술

### 터치 기술
터치 기반의 AMR을 사용하면 미터 리더는 지팡이 또는 프로브와 함께 핸드헬드 컴퓨터 또는 데이터 수집 디바이스를 휴대한다. 이 장치는, 읽기 프로브를 터치 패드에 둘러싸인 읽기 코일에 접근하거나, 근처에 두는 것에 의해서, 미터로부터 판독치를 자동적으로 수집한다. 버튼을 누르면 프로브가 터치 모듈에 질문 신호를 보내 미터 판독치를 수집한다. 디바이스내의 소프트웨어는 시리얼 번호와 루트 데이터베이스내의 시리얼 번호를 조합해, 나중에 과금 컴퓨터 또는 데이터 수집 컴퓨터에 다운로드할 수 있도록 미터의 판독치를 보존한다. 미터기는 여전히 미터 사이트로 이동해야 하기 때문에 이를 '온사이트' AMR이라고 부르기도 한다. 다른 형식의 컨택 리더는 표준화된 적외선 포트를 사용하여 데이터를 전송한다. 프로토콜은 ANSIC 12.18이나 IEC 61107 등의 문서에 의해 제조원 간에 표준화되어 있다.

### AMR 호스팅
AMR 호스팅은 사용자들이 인터넷 상에서 전기, 수도 또는 가스 소비량을 추적할 수 있는 백오피스 솔루션이다. 모든 데이터를 거의 실시간으로 수집하여 데이터 취득 소프트웨어로 데이터베이스에 저장한다. 사용자는 웹 어플리케이션을 통해 데이터를 볼 수 있고 부하프로파일 차트 작성, 관세 성분 분석, 공과금 확인 등 다양한 온라인 분석 도구로 데이터를 분석할 수 있다.

### 무선 주파수 네트워크
무선 주파수 기반의 AMR의 형태는 여러 가지 형태가 있다. 가장 일반적인 솔루션은 핸드헬드, 모바일, 위성 및 고정 네트워크 솔루션이다. 사용되는 쌍방향 RF시스템과 일방향 RF시스템 모두 라이선스 완료 RF대역과 라이선스 없음 RF대역이 모두 사용된다.
쌍방향 또는 「웨이크 업」시스템에서는, 통상, 무선 신호는 AMR 미터의 고유의 시리얼 번호에 송신되어 트랜시버에 전원을 투입해 데이터를 송신하도록 지시된다. 미터 트랜시버와 판독 트랜시버는, 양쪽 모두 무선 신호를 송수신한다. 일방향의 「버블 업」방식 또는 연속 방송 방식에서는, 미터는 연속해 송신되고 데이터는 수초 마다 송신된다. 이것은 판독 디바이스는 리시버만 되고 미터는 트랜스미터만 되는 것을 의미한다. 데이터는 미터 송신기에서 판독 수신기에만 송신된다. 또 일방향 통신을 읽는 데 사용하고 쌍방향 통신을 프로그래밍 기능으로 사용하는 일방향 기술과 쌍방향 기술을 결합한 하이브리드 시스템도 있다.
RF기반의 미터 판독에서는 보통 미터 리더가 속성 또는 홈으로 들어갈 필요가 없으며 지하 미터 피트를 찾아 열 필요도 없다. 이 유틸리티는 읽기 속도의 향상을 통해 비용을 절약하고 사유 재산 진입에 따른 책임을 경감하며 미터 액세스 제한으로 인한 데이터 상의 누락을 줄인다.
RF기반의 테크놀로지는 어디서든 쉽게 받아들일 수 있는 것이 아니다. 아시아의 몇몇 국가에서는 방사전력의 무선 주파수 사용에 관한 규제 장벽에 직면하고 있다. 예를 들어, 인도에서는, ISM 대역에서 일반적으로 사용되고 있는 무선 주파수는, 10 mW의 저전력 무선에서도 자유롭게 사용할 수 없다. 전력 미터 제조원의 대다수는 유럽 각국에서 대규모 도입을 위해 433/868MHz 주파수 대역의 무선 주파수 디바이스를 가지고 있다. 인도에서는 현재 2.4GHz의 주파수 대역을 실외 및 실내용에 사용할 수 있지만, 이 주파수 대역 내의 제품을 판매하고 있는 제조사는 거의 없다. 이와 같은 국가에서는 라이센스 비용이 AMR의 장점을 상회하는 경우에는 무선주파수 AMR의 이니셔티브가 규제당국에 의해 채택되고 있다.

#### 휴대용
휴대용 AMR에서는, AMR 대응 미터로부터 미터의 판독치를 수집하기 위해서, 수신기/트랜시버(무선 주파수 또는 터치)를 내장 또는 접속한 핸드 헬드 컴퓨터를 휴대하고 있다. 미터 리더는 미터가 설치되어 있는 장소를 지날 때에 미터의 판독 루트를 통과하기 위해, 이것을 「지나가고 있는」미터 판독이라고 부르기도 한다. 핸드헬드 컴퓨터는 AMR 기술을 사용하지 않고 수동으로 판독치를 입력할 수도 있지만, 이것은 미터 판독을 사용해 정확하게 판독할 수 있는 완전한 데이터에는 대응하지 않는다.

#### 운송
모바일 또는 「드라이브 바이」미터 판독은, 차량에 판독장치가 설치되어 있는 장소이다. 검침장치가 자동으로 검침을 수집하는 동안 검침장치는 차량을 운전한다. 많은 경우 모바일 미터 읽기를 위해 읽기 장치에는 GPS와 매핑 소프트웨어를 통해 제공되는 내비게이션 및 매핑 기능이 포함되어 있다. 모바일 미터 읽기에서 리더는 보통 특정 경로 순으로 미터기를 읽을 필요 없이 모든 미터를 읽을 수 있을 때까지 서비스 구동을 한다. 컴포넌트는 많은 경우 노트북 또는 자체 사양의 컴퓨터, 소프트웨어, RF리시버/트랜시버 및 외부 차량의 안테나로 구성된다.

#### 위성
데이터 수집 위성 송신기는 기존 미터 옆 필드에 설치할 수 있다. 위성 AMR 장치는 측정을 위해 미터와 통신하고 고정 또는 모바일 위성네트워크를 통해 측정치를 송신한다. 이 네트워크에서는, 위성 송수신기의 하늘을 분명히 볼 필요가 있다. 따라서 지리적인 미터 밀도가 낮은 지역에 특히 적합하다.

#### AMR에 일반적으로 사용되는 RF 기술
- 협대역(단일 고정 무선 주파수)
- 확산 스펙트럼
  - 직접 시퀀스 확산 스펙트럼 (DSSS)
  - 주파수 도약 확산 스펙트럼 (FHSS)

직비, 블루투스, Wavenis 등과 같은 RF 기술과 함께 AMR을 사용하는 미터도 있다. 일부 시스템은 미국 연방 통신 위원회 (FCC) 허가 주파수로 작동하고 다른 시스템은 허가되지 않은 무선 주파수 사용을 허용하는 FCC Part 15에 따라 작동된다.

#### 와이파이
WiSmart는 802.11 b/g 프로토콜을 사용하여 무선 TCP/IP 통신을 제공하기 위해 다양한 가전제품에서 사용할 수 있는 다목적 플랫폼이다.
Smart Thermostat과 같은 장치를 사용하면 전력 수요를 관리하는 데 도움이 되도록 유틸리티에서 가정의 전력 소비를 낮출 수 있다.
코퍼스 크리스티 시는 2007년 5월 31일까지 무료로 제공되었던 도시 전역 Wi-Fi를 구현한 미국 최초의 도시 중 하나가 되었다. 주로 미터 판독기가 개에게 공격을 받은 후 AMR을 용이하게 하기 위한 것이었다. 오늘날 많은 AMR은 Wi-Fi 네트워크를 사용할 수 없는 경우에도 Wi-Fi를 사용하여 전송하도록 설계되었으며 드라이브 바이 로컬 Wi-Fi 휴대용 수신기를 사용하여 읽는다.
코퍼스 크리스티에 설치된 미터는 Wi-Fi를 직접 지원하지 않으며 460MHz 대역으로 협대역 버스트 텔레메트리를 전송한다. 이 협대역 신호는 Wi-Fi보다 훨씬 넓은 범위를 가지고 있기 때문에 프로젝트에 필요한 수신기의 수는 훨씬 적다. 그 후 특수수신국은 협대역 신호를 디코딩하고 Wi-Fi를 통해 데이터를 재전송한다.
Corpus Christi 지역에 설치된 대부분의 자동화된 계량기는 배터리로 작동된다. Wi-Fi 기술은 장기간 배터리로 작동하는 데 적합하지 않다.

### 전력선 통신
전력선 통신은 전력선을 통해 변전소로 돌아가 전력회사 본사에 있는 중앙컴퓨터에 전자데이터를 중계하는 방식이다. 네트워크란 전력을 공급하기 위해 유틸리티가 구축하고 유지하는 배전 네트워크이다. 이런 시스템은 주로 전기검침에 쓰인다. 일부 공급자는 PLC 타입의 시스템에 공급하기 위해 가스와 수도 미터를 연결하고 있다.

## 약력
1972년 Theodore George "Ted" Paraskevakos 는 앨라배마주 헌츠빌에서 Boeing과 협력하면서 보안, 화재 및 의료 경보 시스템에 디지털 전송을 사용하고 모든 유틸리티에 대한 검침 기능을 사용하는 센서 모니터링 시스템을 개발했다. 이 기술은 현재 발신자 ID로 알려진 자동 전화선 식별 시스템의 파생물이었다.
1974년에 Paraskevakos는 이 기술에 대한 미국 특허를 받았다. 1977년에 그는 Metretek, Inc. 를 시작하여 최초의 완전 자동화된 상용 원격 검침 및 부하 관리 시스템을 개발 및 생산했다. 이 시스템은 인터넷 이전에 개발되었기 때문에 Metretek은 IBM 시리즈 1 미니 컴퓨터를 활용했다. 이 접근 방식을 위해 Mr. Paraskevakos와 Metretek은 여러 특허를 받았다.
검침 자동화의 첫 번째 추진 요인은 인건비 삭감이 아니라 입수가 곤란한 데이터의 취득이다. 예를 들면, 수도 미터는, 미터에의 액세스를 위해서 주택 소유자와의 예약을 필요로 하는 장소에 많이 설치되어 있다. 많은 분야에서 소비자들은 매월 수도요금을, 예를 들어 12개월에 1회 실제 미터기 판독에 따른 추정 매달 사용량이 아니라 실제 판독을 기준으로 하도록 요구하고 있다. 초기 AMR 시스템은 주택 고객을 위한 워크바이와 드라이브바이 AMR과 상업 또는 산업 고객을 위한 전화 기반 AMR로 구성되어 있었다. 이전에는 다달이 데이터가 필요했던 것이, 매일, 또 1시간 마다의 미터의 판독이 필요하게 되었다. 그 결과 미국에서는 드라이브 바이와 전화 AMR 매출이 감소하고 고정 네트워크 매출은 증가했다. 2005년의 미국 에너지 정책법은, 전력 사업 규제 당국에 대해, 「...시간 베이스의 요금 스케줄」의 서포트를 검토하도록 요구하고 있다. 이를 통해 전력 소비자는 고도의 계측 및 통신 기술을 사용하여 에너지 사용량과 비용을 관리할 수 있다.
현재 추세는 고급 계량 인프라의 일부로 고급 계량기의 사용을 고려하는 것이다.

### 고급 AMR 및 AMI
원래 AMR 디바이스는 미터 판독값을 전자적으로 수집하고 계정과 대조했을 뿐이다. 테크놀로지가 진보함에 따라 추가 데이터를 캡처하여 저장하고 메인 컴퓨터로 전송할 수 있으며, 많은 경우 측정 기기를 원격으로 제어할 수 있다. 여기에는 수정, 누전 검출, 배터리 소모, 리버스 흐름 등의 이벤트 알람이 포함된다. AMR 디바이스의 상당수는, 인터벌 데이터를 캡쳐 해, 미터 이벤트를 로그에 기록할 수도 있다. 로그에 기록된 데이터는 물 또는 에너지 사용량 프로파일링, 사용시간 과금, 수요 예측, 수요 응답, 유량 기록, 리크 검출, 유량 감시, 물 및 에너지 절약 실시, 리모트 셧다운 등에 사용할 수 있는 사용시간 또는 사용률의 데이터를 수집하거나 제어하기 위해 사용할 수 있다. Advanced Metering Infrastructure(AMI)는 AMR을 넘어 리모트 유틸리티 관리에 이르는 고정 네트워크 미터 시스템의 네트워킹 기술을 나타내는 새로운 용어이다. AMI 시스템의 미터는 종종 프로그램된 논리에 따라 수집된 데이터를 사용할 수 있기 때문에 스마트 미터라고 불린다.
자동검침협회(AMRA)는 고도의 계량 인프라(AMI)의 광범위한 장착에 대한 규제상의 장벽을 제거하기 위한 National Association of Regulatory Utility Commissors(NARUC)의 결의를 지지하고 있다. 2007년 2월에 가결된 이 결의안은 동적 가격설정의 실시와 그 결과로서 소비자에게 이익을 가져다주는 AMI의 역할을 승인했다. 결의안은 정전관리, 수익보호, 자산관리 분야에서 유틸리티 운용비용을 대폭 절감하는 AMI의 가치를 더욱 분명히 하였다. 결의안은 또한 AMI 비즈니스 케이스 분석을 통해 비용 효율적 도입 전략을 확인하고 신중하게 발생한 AMI 지출에 대한 시기적절한 비용 회수를 승인했으며, 그러한 투자에 대한 금리 결정과 조세 처리에 관한 추가 권고를 했다.

### 고급 측광의 이점
고도의 미터링 시스템은 유틸리티, 소매업자 및 고객에게 이점을 가져다 준다. 판독, 접속, 절단을 자동화함으로써 효율성, 정지 검출, 개찬 통지, 인건비 절감을 실현하는 유틸리티를 통해 이점을 인식할 수 있다. 소매업자는 고객을 위해 패키지를 커스터마이즈할 뿐만 아니라 새로운 혁신적인 제품을 제공할 수 있을 것이다. 또, 미터 데이터를 곧바로 이용할 수 있기 때문에, 고객은 표준의 유틸리티 판독 사이클에 따르는 대신에, 보다 유연한 과금 사이클을 이용할 수 있다. 고객이 시기적절하게 사용정보를 이용할 수 있게 함으로써 소비전력을 관리하고 실제 미터데이터를 사용하여 REP간에 변경할 수 있게 된다. 이러한 이점으로 많은 유틸리티들이 일부 유틸리티의 AMR 솔루션 구현으로 이행하고 있다.
많은 경우에 스마트 미터링은 법으로 요구된다. 그 법의 예시중 하나는 2008년에 제정된 펜실베니아주 법 129조이다.
- 정확한 미터 판독, 더 이상 견적 없음
- 향상된 결제
- 정확한 프로필 등급 및 측정 등급, 실제 비용 적용
- 장비에 대한 향상된 보안 및 변조 감지
- 프로필 데이터 그래프를 통한 에너지 관리
- 실수를 수정하는 재정적 부담 감소
- 미지급 지출 감소
- "읽기 비용" 측정의 투명성
- 보다 정확한 데이터를 통한 조달 능력 향상 — "위험 제거" 가격
- 부족의 경우 유틸리티에서 공급을 관리/할당할 수 있다.

고객을 위한 스마트 미터링의 이점.
- 청구 및 사용량 추적이 개선되었다.

### 고급 측광의 단점
- 개인 정보 손실 위험 — 사용 세부 정보는 사용자 활동에 대한 정보를 나타낸다.[6]
- 기타/승인되지 않은 제3자가 모니터링할 가능성이 더 높음[6]
- 잠재적으로 감소된 신뢰성(더 복잡한 계량기, 제3자의 간섭 가능성 증가)[6]
- 네트워크 또는 원격 액세스로 인한 보안 위험 증가[6]

### 주목할만한 배치
건설 관행, 날씨 및 세계 각지의 정보 구동 유틸리티의 필요성은 다양한 비율로 AMR로 향한다. 미국에서는 RF베이스와 PLC베이스 테크놀로지 양쪽에 있어서 상당한 고정 네트워크가 도입되어 있다. 일부 국가에서는 AMR 시스템을 전국에 도입하거나 도입할 예정이다.

#### 스파링
AMR과 에너지 분석 보고서를 결합하여 SPAR은 에너지 소비를 20%까지 줄일 수 있었다.

#### 오스트레일리아
오스트레일리아의 AMI는 관찰된 시장의 비효율성을 시정하고자 하는 정부의 정책과 운용효율 향상을 목표로 하는 유통기업 양쪽에서 성장했다. 2008년 7월 빅토리아주에서는 4년간 260만m의 배치를 의무화하는 프로그램이 계획돼 있었다. AMI미터의 예상 피크 설치율은 빅토리아주 전역에서 하루 5,000대였다. 프로그램 거버넌스는 업계 운영위원회에 의해 제공되었다.
2009년 Victorian Auditor General은 프로그램을 검토한 결과 정부에 대한 조언이 부적절하고 프로젝트 거버넌스가 "적절하지 않았다"라는 것을 발견했다. 빅토리아 주 정부는 이후 프로그램의 중단을 발표했다.
- 텍사스 공공 유틸리티 위원회 보고서 2006
- 펜실베니아, (Exelon -PECO) 220만 미터 배치
- 미주리(Ameren) 170만 미터 배치.

## 같이 보기
- 순 측광
- 미터 버스
- 전력선 통신
- 수량 계량기